# Tongeren
Tongeren je belgické město ve Vlámském regionu v provincii Limburk. Město má přibližně 30,5 tisíc obyvatel (2015).

## Městské části
Od 1. ledna 1977 město Tongeren sestává z těchto částí (bývalých obcí):
- Tongeren
- Berg
- Diets-Heur
- 's Herenelderen
- Koninksem
- Lauw
- Mal
- Neerrepen
- Nerem
- Overrepen
- Piringen
- Riksingen
- Rutten
- Sluizen
- Vreren
- Widooie

## Osobnosti města
- Servác z Tongeren, biskup 4. století
- svatá Luitgarda (1182 - 1246), vlámská mystička
- Robert Cailliau (* 1947), informatik
- Freddy Loix (* 1970), jezdec rally

Z Tongeren pocházeli předkové českého šlechtice Serváce Engela z Engelsflussu, v místním fotbalovém klubu KSK Tongeren působil v letech 1969–1972 jako trenér Josef Bican.

## Partnerská města
- Kališ, Polsko